# Lakhimpur (stad)
Lakhimpur is een stad en gemeente in de Indiase staat Uttar Pradesh. Het is de hoofdstad van het district Lakhimpur Kheri.

## Demografie
Volgens de Indiase volkstelling van 2001 wonen er 120.566 mensen in Lakhimpur, waarvan 54% mannelijk en 46% vrouwelijk is. De plaats heeft een alfabetiseringsgraad van 72%.